# Privata Affärer
Privata Affärer är en månadstidning om privatekonomi som ges ut av Bonnier Magazines & Brands. Det är Nordens största privatekonomiska magasin och tredje största ekonomisajten (privataaffarer.se). Privata Affärer har i senaste Orvesto-mätningen (2020:3) 273 000 läsare totalt i snitt.

Chefredaktörer 
- Benny Svensson(1978-1985)
- Ulla Hasselmark(1985-1986),
- Christer Ekbom(1986-1989),
- Anders Andersson (journalist) (1990-2001)
- Hans Bolander (2001-2007)
- Annika Creutzer (2007-2008)
- Per Hammarlund (2008-2022)
- Love Strandberg (2022-)

Några av de personer som medverkat i tidningen är Cecilia Skingsley, Roger Akelius, Joachim Berner, Pia Nilsson, Fredrik Roos, Göran Skytte, Kerstin Thorvall, Jan Mrdal, Margot Wallström, Klas Eklund och Marcus Hernhag.
Placeringsguiden är Privata Affärers systertidning. Även den kommer ut varje månad. Tidningen skriver enbart om aktier och fonder och har runt 15 000 printläsare i snitt per nummer.
Privataaffarer.se har cirka 250 000 unika besökare i veckan. Det är en nyhetssajt med tyngdpunkt på placeringar. Här kan även läsarna skapa egna portföljer. Webbchef sedan 2008 är Magnus Gustavsson. 

Privata Affärer startade 1978, sajten 1996, Placeringsguiden 2000 och Nya Affärer 2010.